# 홀란처에이설강

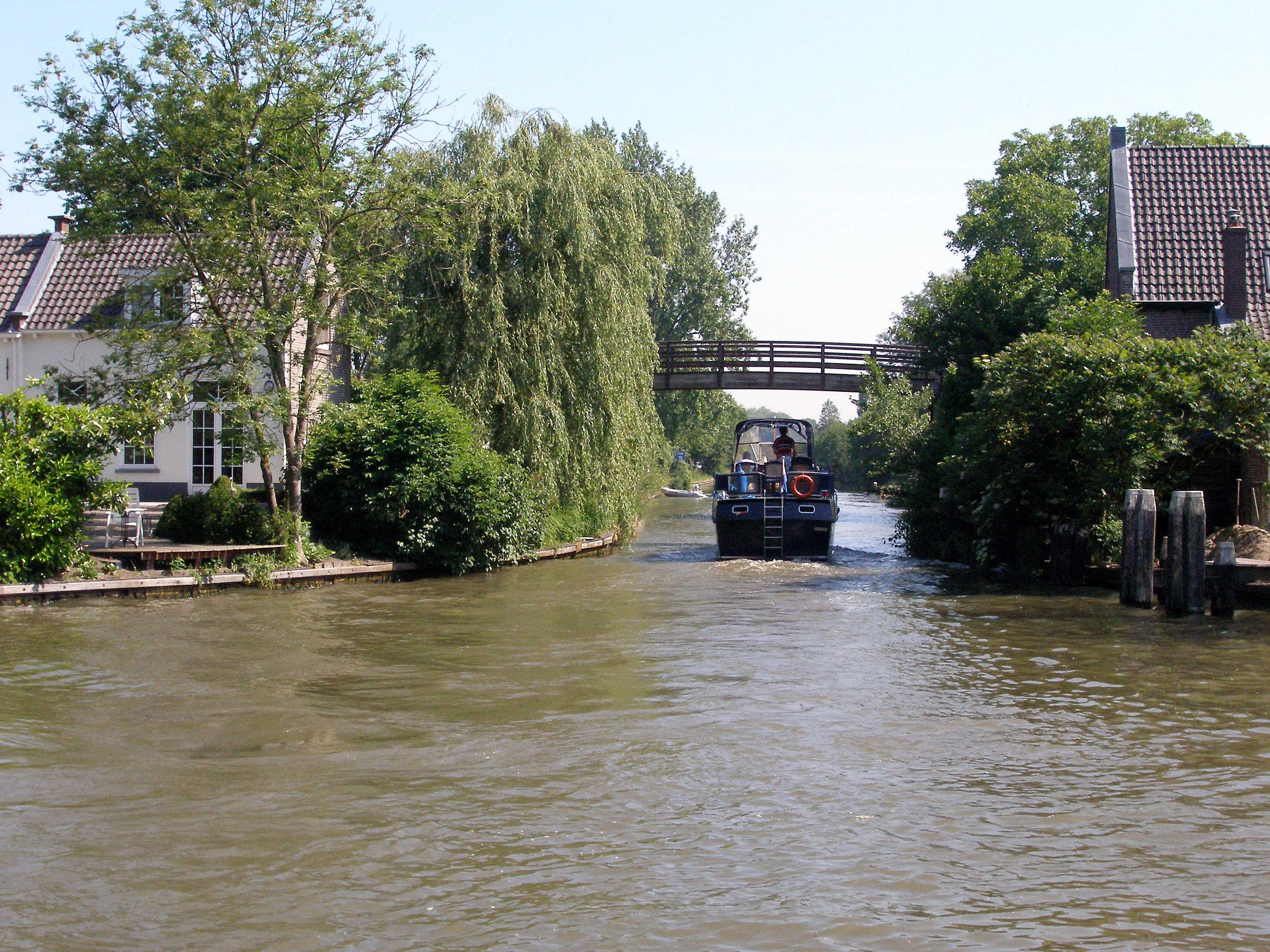
에이설강의 석양

홀란처에이설강(네덜란드어: Hollandse IJssel)은 네덜란드 자위트홀란트주, 위트레흐트주에 위치한 강으로 길이는 46 km이다. 라인강 삼각주의 지류에 위치한다.
강 이름은 네덜란드어로 "홀란트의 에이설강"을 뜻하는데 이는 헬데를란트주에 위치한 에이설강(IJssel)의 혼동을 피하기 위해 붙여진 이름이다. 1957년에는 삼각주 계획의 일환에 따라 강 어귀에 하천 정비 시설이 건설되었다.

## 같이 보기
- 에이설강